# 弗雷德·安德森 (历史学家)
弗雷德·安德森（1949年—）是一位美国历史学家，科羅拉多大學博爾德分校教授，专攻美国早期历史，2001年获古根海姆奖，主要作品有《七年战争：大英帝国在北美的命运，1754—1766》（Crucible of War: The Seven Years' War and the Fate of Empire in British North America, 1754-1766，获2001年弗朗西斯·帕克曼奖）等。